# دکیتر (جورجیا)
دکیتر (به انگلیسی: Decatur, Georgia) یک شهر در ایالات متحده آمریکا با جمعیت ۱۹٬۸۵۳ نفر است که در شهرستان دیکلب، جورجیا واقع شده‌است.

## موقعیت جغرافیایی
موقعیت جغرافیایی شهرها و مناطق اطراف به شرح زیر است: